# Pomnik cesarzy Yan Di i Huang Di
Pomnik cesarzy Yan Di i Huang Di – pomnik legendarnych pierwszych cesarzy Yan Di i Huang Di zbudowany nad rzeką Huang He, w pobliżu Zhengzhou, stolicy prowincji Henan, w Chinach. Pomnik o wysokości 106 metrów zbudowano w latach 1987 - 2007.